# Gorolski Święto

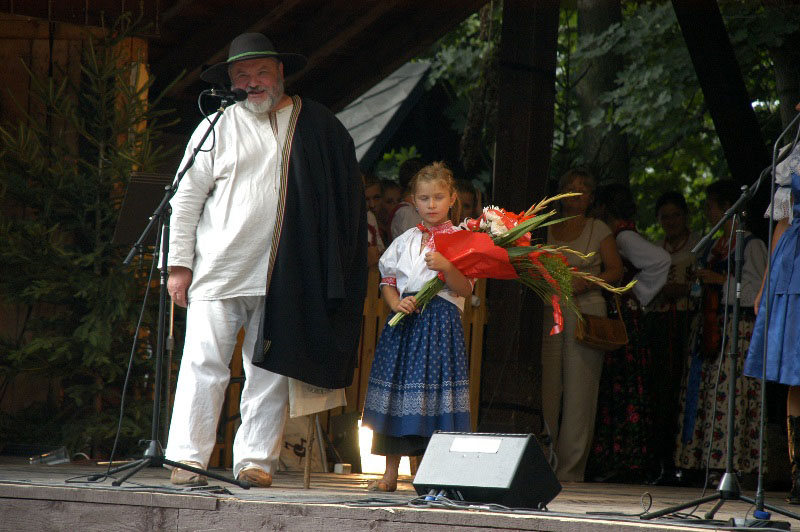
Tadeusz Filipczyk (Filip) podczas Gorolskigo Święta w 2007 roku

Gorolski Święto lub Gorol – święto góralskie organizowane corocznie w pierwszy weekend sierpnia przez mniejszość polską w Czechach na Zaolziu, mające charakter festiwalu kulturalno-folklorystycznego. Odbywa się w Jabłonkowie i trwa od piątku do niedzieli. Obecnie obchody święta góralskiego mają miejsce w Lasku Miejskim w Jabłonkowie.

## Nazwa
Festiwal został nazwany Święto Góralskie według sugestii polskiego pisarza oraz folklorysty Karola Piegzy. Z czasem nazwę dostosowano do wymowy dialektu cieszyńskiego Gorolski Święto, Górolskie Święto lub „Gorolski Święto” i w tym brzmieniu nazwa używana jest od 1967 roku. W skrócie nazywa się je także „Gorol”, co w gwarze cieszyńskiej oznacza górala.

## Historia
Festiwal ma swoje korzenie w przedwojennym polskim Święcie Gór, które po raz ostatni odbył się w 1937 w Wiśle.  Po zakończeniu II wojny światowej idea wznowienia obchodów została zainicjowana przez polskich aktywistów z Zaolzia. Komitet generalny PZKO 22 lipca 1948 zadecydował, że festiwal odbywać się będzie we wrześniu, a później termin przesunięto na sierpień. Pierwsze święto odbyło się 12 września 1948 i było tak dużym sukcesem, że postanowiono kontynuować je corocznie. Początkowo impreza miała charakter festynu, a z czasem przybrała formę międzynarodowego festiwalu folklorystycznego.

## Cel
Podstawowym celem święta jest prezentacja kulturowej tradycji mniejszości polskiej w Czechach. Na festiwalu swoją twórczość prezentują góralskie grupy folklorystyczne z rejonu Jabłonkowa. Każdego roku festiwal odwiedzają także grupy folklorystyczne z innych regionów Zaolzia oraz polskiej części Beskidów, a także zespoły z całego świata.

## Obchody
Święto organizowane jest przez Polski Związek Kulturalno-Oświatowy (PZKO) oraz grupę folklorystyczną Gorol i jego celem jest prezentacja oraz kultywowanie tradycji mniejszości polskiej w Czechach. Jest to największy festiwal kulturalno-folklorystyczny w regionie Zaolzia, w którym każdego dnia uczestniczy tysiące widzów. W 2007 roku w festiwalu brało udział prawie 20 000 ludzi.
Przy organizacji festiwalu pracują śląscy "gorole". Byli wśród nich m.in. nieżyjący już polscy działacze społeczno-kulturalni na Zaolziu jak Władysław Niedoba (Jura spod Grónia), Ludwik Cienciała (Maciej) czy Władysław Młynek (Hadam z Drugi Izby). Rolę konferansjera oraz gawędziarza pełni Tadeusz Filipczyk (Filip). Od roku 1961 Niedoba był odpowiedzialny za program imprezy. Młynek włączył się w pracę organizacyjną w roku 1973, a Filipczyk w 1986. Władysław Młynek pomógł włączyć Gorolski Święto w Tydzień Kultury Beskidzkiej, festiwal folklorystyczny odbywający się w Wiśle oraz innych miejscach po polskiej stronie Beskidów. W rezultacie wiele góralskich zespołów zaczęło regularnie odwiedzać Jabłonków, dzięki czemu festiwal zyskał międzynarodowy charakter. Pierwsze „Góralskie Święto” w roku 1948 było organizowane przez 21 osób. Liczba organizatorów zaangażowanych w przygotowanie „Gorolskigo Święta” idzie w setki.
Podczas festiwalu odbywa się jarmark rękodzieła ze wsi rejonu Beskidów, a także przygotowanych według tradycyjnych ludowych receptur jedzenia oraz napitków w tym nalewki regionalnej zwanej miodula.